# Harro Harring

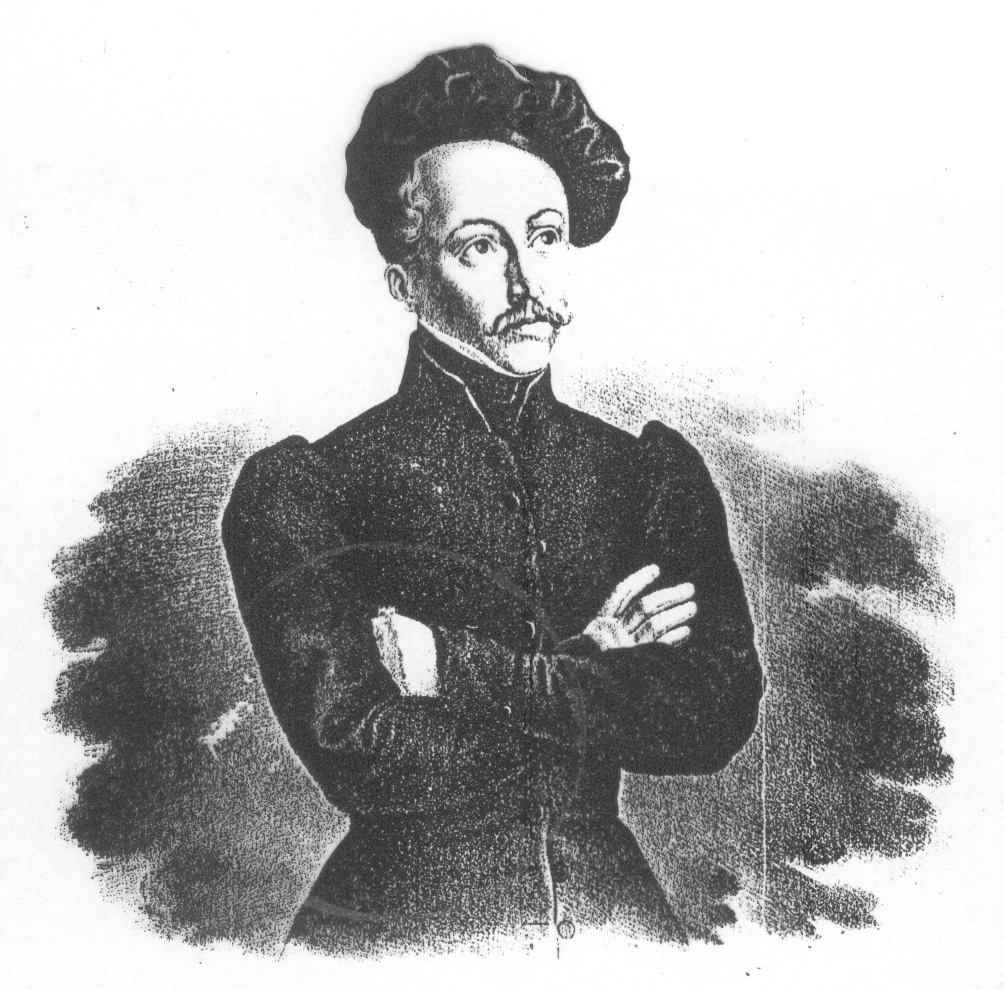
Harro Harring (1832)

Harro Paul Harring (* 28. August 1798 auf dem Ibenshof bei Wobbenbüll in Nordfriesland; † 15. Mai 1870 in Saint Helier auf Jersey) war ein nordfriesischer Revolutionär, Dichter und Maler.

## Leben
Harro Paul Kasimir Harring wurde als jüngster Sohn des Bauern Harro Wilhelm Martens und dessen Ehefrau Margarethe Dorothea geb. Sievers (1767–1826) auf dem Ibenshof geboren. Sein Vater avancierte später zum Deichgrafen. Er starb bereits  1810, sodass Harro zum Halbwaisen wurde. Am Zollamt in Husum durchlief er zunächst eine Lehre als Schreiber. Fasziniert von dem schleswigschen Maler Asmus Jacob Carstens entstand bei Harring um 1817 der Wunsch, Maler zu werden, und er studierte an der Kunstakademie Kopenhagen sowie in Dresden. Dort lernte er Johan Christian Dahl kennen, zu dem sich eine Freundschaft entwickelte. Durch Kontakte zum radikalen Flügel der deutschen Burschenschaften wurde er in seinem politischen Denken nachhaltig beeinflusst, er wurde 1819 Mitglied der Alten Dresdener Burschenschaft / Concordia. Er war zeitweilig Mitglied der Freimaurerloge Apollo in Leipzig. Harrings Lebensweg führte ihn durch verschiedene Länder und Kontinente, so dass er später neben Nordfriesisch Deutsch und Dänisch auch Englisch, Spanisch und Russisch fließend sprechen konnte.

### „Berufsrevolutionär“
1820 verbrachte er zwei Monate in Wien, anschließend ging er nach Kopenhagen. 1821 trat er der philhellenischen Legion bei und wollte am griechischen Freiheitskampf gegen die Türken teilnehmen. Im Januar 1822 segelte er mit einem Schiff von Marseille nach Griechenland. Vor Ort enttäuscht über die Passivität der Griechen, fuhr er im gleichen Jahr nach Italien und knüpfte Verbindungen zur deutschen Künstlerkolonie in Rom.
Nach einer Begegnung mit dem englischen Dichter Lord Byron versuchte Harring in München, wo er von Ende 1822 bis 1826 lebte, eine bürgerliche Existenz aufzubauen und verfasste Dramen für das Theater. Danach arbeitete er von 1826 bis 1827 als Dramaturg in Wien und wurde schließlich von der Regierung Metternich als Demagoge ausgewiesen. Als ihm die Befreiung des griechischen Freiheitskämpfers Ypsilantis aus der Kleinen Festung Theresienstadt nicht gelang, flüchtete er nach München, wo er Heinrich Heine und den Vormärzpolitiker Georg Fein kennenlernte, der später zu seinem Freundeskreis zählte. Im Jahr 1828 kam Harring nach Warschau, um am polnischen Freiheitskampf gegen Russland teilzunehmen. Er wurde Offizier im Heer von Großfürst Konstantin, der Militärgouverneur und General der polnischen Truppen in (vom Russland kontrollierten) Kongresspolen war. Durch seinen Aufenthalt in Warschau wuchs Harrings Sympathie für die unterdrückten Polen und er beteiligte sich an der polnischen Widerstandsbewegung. Obwohl er Ausländer war, wurde Harring sogar in die Pläne des bevorstehenden Novemberaufstands eingeweiht, an dem er teilnehmen wollte. Die polnische Führung überredete ihn jedoch aus Polen zu fliehen, da Harring zum einen bereits von der russischen Geheimpolizei verfolgt wurde und zum anderen in den deutschsprachigen Ländern von der Lage in Polen berichten sollte.
Bei Ausbruch der Julirevolution 1830 in Frankreich kehrte er zurück nach Deutschland und hielt sich unter anderem in Leipzig und Braunschweig auf, beteiligte sich 1832 am Hambacher Fest und 1834 an Mazzinis Savoyenzug. Auf dem Hambacher Fest wurde er aber abgewiesen, da er, als aus dem dänischen Herzogtum Schleswig kommend, kein Deutscher war. Mit Zeitungsbeiträgen, Pamphleten, Gedichten und Romanen setzte er sich für unterdrückte Völker ein. Seine Schriften wurden teilweise verboten und er selbst mehrfach verhaftet und ausgewiesen. 1838 befand er sich für einige Zeit auf der Insel Helgoland, im gleichen Jahr auf Jersey und im Jahr darauf in Bordeaux.
Er verfolgte jedoch weiter die Idee, die Völker von ihrer Knechtschaft zu befreien. So reiste er 1840 nach Rio de Janeiro und setzte sich für die Befreiung der Sklaven ein. In Skizzen schilderte er das Elend der unteren Volksschichten. Als Mitkämpfer von Giuseppe Garibaldi wollte er zudem das Projekt einer Gründung der Vereinigten Staaten von Südamerika realisieren.
1843 ließ er sich als Schriftsteller und Maler in New York nieder und gründete eine „Skandinavisch-nationale Gesellschaft“, was zu einer Entzweiung mit der deutsch ausgerichteten Schleswig-holsteinischen Bewegung in seiner Heimat führte.

### Die Revolution von 1848 und seine Rede in Bredstedt
Bei der Nachricht vom Ausbruch der Märzrevolutionen 1848 in Deutschland und Dänemark und dem zur gleichen Zeit aufbrechenden deutsch-dänischen Konflikt im Herzogtum Schleswig reiste er nach Europa zurück. Einer der Höhepunkte in seinem Leben war seine Rede an die Nordfriesen auf dem Bredstedter Marktplatz am 23. Juli 1848, wo er für einen nordfriesischen Freistaat, eine nordfriesische Republik warb, die unabhängig, aber unter dem Schutz einer benachbarten größeren Macht stehen sollte. Am Ende seiner Rede zog er einen Degen und rief aus Wir wollen frei sein, wie's die Väter waren: Und lieber todt sein, denn als Sklave leben, womit er den 1845 von Christian Feddersen in seinen Fünf Worte an die Nordfriesen geprägten Ausspruch Lieber tot als Sklave zitierte. Harring hatte sich bereits in den Vorjahren als früher Vertreter des Skandinavismus positioniert, sah sich der dänischen nationalliberalen (eiderdänischen) Bewegung nahe und war zugleich überzeugter Republikaner. Bereits 1846 hatte er formuliert: Ein einig freies Vaterland, vom Nordkap bis zum Eiderstrand. Mit diesem Hintergrund stieß er -inmitten des deutsch-dänischen Bürgerkrieges 1848- mit dem Werben für eine nach Norden ausgerichtete nordfriesische Republik auf Widerstand. Die Mehrheit der Redner trat für im Sinne der (deutsch orientierten) schleswig-holsteinischen Bewegung für einen Anschluss an Deutschland auf. In Rendsburg gab er als verantwortlicher Redakteur die demokratisch-republikanische Zeitung Das Volk heraus. Er trat mehrfach als politischer Kandidat zur Landesversammlung an, jedoch mit wenig Erfolg.

### Aufenthalte in Christiania (Oslo) und London
Desillusioniert verließ Harring Ende 1849 die Herzogtümer und siedelte in die norwegische Hauptstadt Christiania (das heutige Oslo) über, wo er in Verbindung mit dem Sozialisten Marcus Thrane stand und Herausgeber der Zeitschrift Folkets Røst (≈Stimme des Volkes) wurde. Allerdings wurde er bereits nach etwa einem halben Jahr, im Mai 1850, mit Verweis auf die von Harring in norwegischer Sprache verfasste Satire Testament fra Amerika verhaftet und ausgewiesen. Die Ausweisung führte zu einer Petition und einer ersten größeren Demonstration liberaler Kräfte gegen die Ausweisung und für die Verfassung und Meinungsfreiheit, an der u. a. der junge Henrik Ibsen, Bjørnstjerne Bjørnson und Aasmund Vinje teilnahmen.
Von Norwegen aus übersiedelte Harring nach London, wo er wieder als Maler wirkte und u. a. auf Karl Marx traf. Beide fanden nicht zueinander, der idealistisch-republikanische Harring wandte sich u. a. gegen den von den Marx und anderen kommunistischen Exilanten vertretenen Materialismus und die Ökonomisierung der Politik. Marx beschrieb ihn als demagogischen Hidalgo aus der söderjyllandischen Mancha. Im Mai 1853 übersetzte Harring dann nach New York und fand dort Beschäftigung bei einer Schiffsagentur, die, -in Hinblick auf die damals vielen Emigranten aus Dänemark- den Plan verfolgte neben Bremerhaven und Hamburg mit Harrings Hilfe eine weitere Schiffsroute zwischen Tönning und New York zu etablieren. Zurück im nordfriesischen Tönning wurde Harring jedoch erneut verhaftet und nach Hamburg ausgewiesen, von wo aus er jedoch mit Hilfe des amerikanischen Vizekonsuls fliehen konnte. Über London gelangte Harring 1855 schließlich nach Rio de Janeiro, wo er als Magnetheiler wirkte.

### Exil auf Jersey

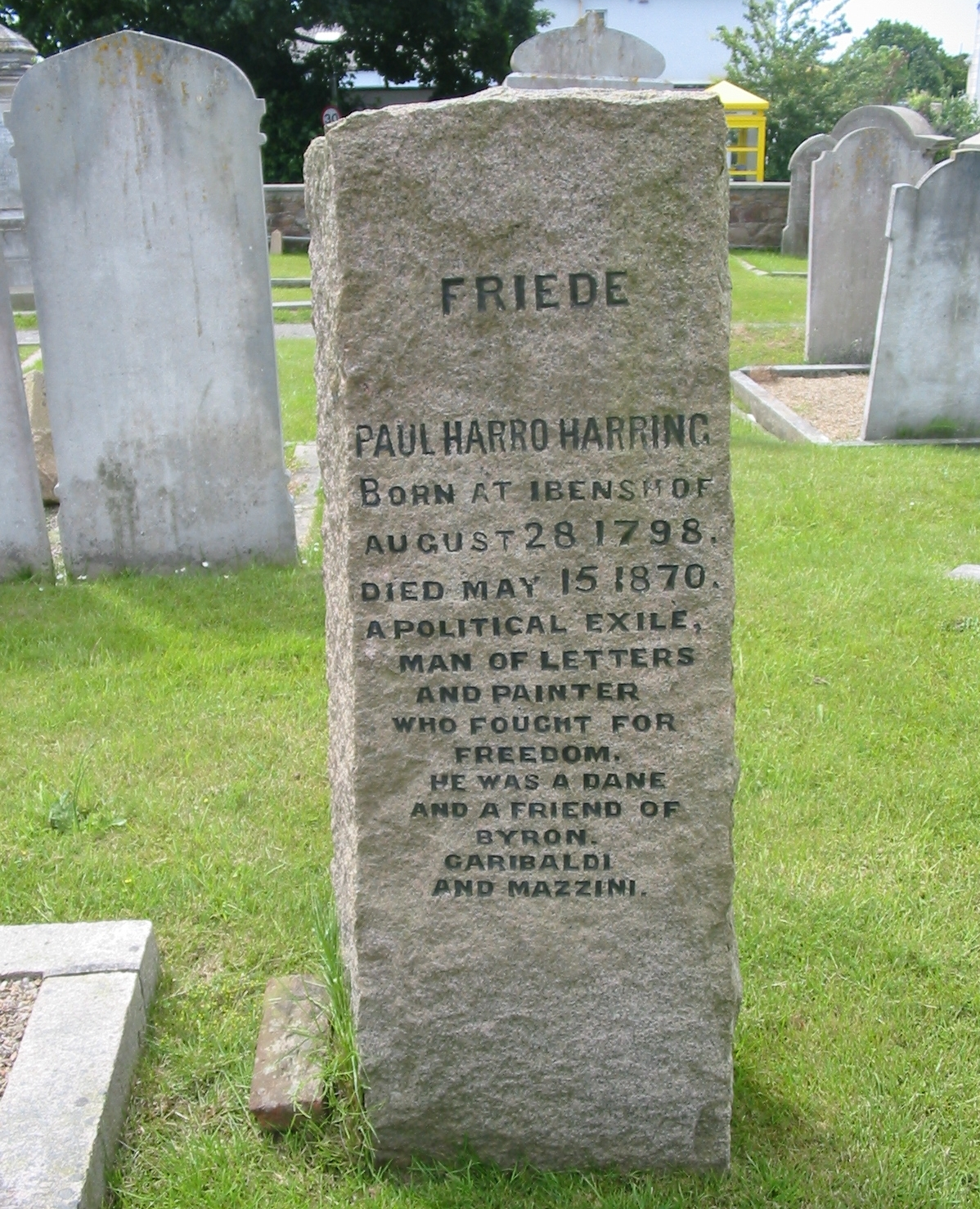
Harrings Grab auf dem Macpéla-Friedhof auf Jersey

Die letzten Jahre seines Lebens verbrachte er in völliger Armut und Isoliertheit auf der Kanalinsel Jersey. Er war krank und litt an Verfolgungswahn. Theodor Storm unterstützte seinen Wunsch nach Rückkehr in die Heimat mit einem Gutachten. Harro Harring beging aber zuvor – im Alter von 71 Jahren – Suizid.

## Ehrung
- 1849 Ehrenmitglied des Neuwerker Bürgervereins

## Erinnerung
Seit 2016 erinnert ein „Zeitfenster“ auf dem Marktplatz von Bredstedt an Harrings Rede an die Nordfriesen am 23. Juli 1848.

## Porträts
- Friedrich Adolf Hornemann, Grafik, Bildmaße: H: 44,1 cm, B: 35,1 cm, Charles Fuchs, 1849, (Digitalisat)
- Carl Ferdinand Stelzner, Daguerreotypie 1848, (Carl Ferdinand Stelzner: Porträt Harro Harring, Hamburg 1848. In: Sammlung Lawo. Heinz-Werner Lawo, 8. Dezember 2012, abgerufen am 20. März 2020.)

## Werke (Auswahl)
- Blüthen der Jugendfahrt. Verlag nicht angegeben, Copenhagen 1821, OCLC 635323880.
- Tragikomische Abenteuer eines Philhellenen : [Rhonghar Jarr, Fahrten eines Friesen in Dänemark, Deutschland, Ungarn, Holland, Frankreich, Griechenland, Italien und der Schweiz], Harro Paul Harring, Vorwort u. Hrsg. Heinrich Conrad. Robert Lutz, Stuttgart 1923, DNB 580098044.
- Dichtungen. Verlag nicht angegeben, Schleswig 1821, OCLC 614380305.
- Erzählungen. Verlag nicht angegeben, München 1825, OCLC 954723569.
- Der Psariot. Der Khan. Poetische Erzählungen. Verlag nicht angegeben, Luzern 1825, OCLC 783474322.
- Die Mainotten, dramatische Gedichte. Meyer, Luzern 1825, OCLC 248046036.
- Der Wildschütze, Trauerspiel. Meyer, Luzern 1825, OCLC 630762790.
- Der Student von Salamanca, dramatisches Gedicht. X. Meyer, Luzern 1825, OCLC 954907470.
- Cypressenlaub, Erzählungen. X. Meyer, Luzern 1825, OCLC 1033712923.
- Theokla. Der Armenier, Trauerspiele. Lindauer'sche Buchhandlung, München 1827, OCLC 705962267.
- Erzählungen aus den Papieren eines Reisenden. Verlag nicht angegeben, München 1827, OCLC 495294529.
- Szapary und Batthiany, Heldengedicht aus dem Ungarischen Türkenkriege. Michaelis Pesth Wigand, München 1828, OCLC 247839624.
- Serenaden und Phantasien eines friesischen Sängers, nebst Klängen während des Stimmens (Vorläufer des Rhonghar Jarr). Lindauer, München 1828, DNB 932295193.
- Rhonghar Jarr. Fahrten eines Friesen in Dänemark, Deutschland, Ungarn, Holland, Frankreich, Griechenland, Italien und der Schweiz. Verlag nicht angegeben, München 1828, OCLC 1164581210.
- Theokla. Der Armenier, Trauerspiele (2. Aufl.). Joseph Lindauer, München 1831, OCLC 883637346.
- Memoiren über Polen unter russischer Herrschaft. Nach zweijährigem Aufenthalt in Warschau. Selbstverlag, Nürnberg 1831, DNB 996943072.
- Die Schwarzen von Giessen, oder der Deutsche Bund (Novelle). Wolbrecht, Leipzig 1831, OCLC 257433662.
- Elegie an Bernhard Mossdorf, als Haupt der Verschwörung zu Dresden verhaftet. Verlag nicht angegeben, Leipzig 1831, OCLC 41499033.
- Julius von Dreyfalken, des Schwärmers Wahn und Ende ein Roman. G. C. E. Meyer, Braunschweig 1831, OCLC 1153671853.
- Erzählungen aus den Papieren eines Reisenden. Lindauer, München 1831, DNB 932293131.
- Erinnerungen aus Warschau. Nachträge zu den Memoiren über Polen. Mosig, Nürnberg 1831, DNB 573662053.
- Faust im Gewande der Zeit. Ein Schattenspiel mit Licht. Verlag nicht angegeben, Leipzig 1831, OCLC 560784050.
- Der Renegat auf Morea : Trauerspiel in 3 Aufz. ; Nach dem Neugriech. des Olympiers Georgios Lassanis. Verlags-Comtoir, Braunschweig 1831, OCLC 312432519.
- Rosabianca. Das hohe Lied des Friesischen Sängers (Harro Harring) im Exil. Verlag nicht angegeben, Ohne Ort 1831, OCLC 560784775.
- Der Pole. Ein Character-Gemälde aus dem dritten Decenium unsers Jahrhunderts. Verlag der Grau'schen Buchhandlung, Bayreuth 1831, OCLC 793702461.
- Der Livorneser Mönch. Ein Roman nach Thatsachen. Wienbrack, Leipzig 1831, DNB 932268978.
- Der Carbonaro zu Spoleto, politisch-satyrische Novelle. Verlag nicht angegeben, Leipzig 1831, OCLC 560783944.
- Firn – Mathes, des Wildschützen Flucht. Szenen im Bayrischen Hochlande (Novelle). Wienbrack, Leipzig 1831, DNB 932293123.
- Unpartheiische Würdigung der Schmähschrift: Memoiren über Polen unter Russischer Herrschaft. Hofbuchdruckerei, Altenburg 1831, OCLC 246314425.
- Der Russische Unterthan. Ohne Verlagsangabe, Strassburg 1832, DNB 573662061.
- Blutstropfen. Deutsche Gedichte. Verlag nicht angegeben, Strassburg 1832, OCLC 473805252.
- Die Völker. Ein dramatisches Gedicht. Beim Verfasser, Strassburg 1832, OCLC 457662229.
- Männer-Stimmen zu Deutschland's Einheit. Deutsche Gedichte herausgegeben von Harro Harring. C.L. Schuler, Strassburg 1832, OCLC 457662128.
- Gedanken über Wahrheit, Liebe und Gerechtigkeit. Entwurf zu einer Volksvertretung und zur Bildung eines Volkes nach demokratischen Grundsätzen. Buchdruckerei der Frau Witwe Silbermann, Strassburg 1832, OCLC 459768770.
- Splitter und Balken. Erzählungen, Lebensläufe, Reiseblumen, Gedichte und Aphorismen, nebst Briefen über Literatur. Grau, Hof 1832, OCLC 833253996.
- Chronique scandaleuse des Petersburger Hofes seit den Zeiten der Kaiserin Elisabeth Oder: Geheime Memoiren zur politischen und Regentengeschichte des Russischen Reichs aus der Periode von 1740 bis zum Tode des Grosfürsten Constantin. Aus dem Nachlasse eines alten Staatsmannes. Fr. Kornsche Buchhandlung, Fürth 1832, OCLC 603828805.
- Poland under the dominion of Russia. Printed for I. S. Szymanski. Verlag nicht angegeben, Boston 1834, OCLC 851892833.
- Die Möwe. Deutsche Gedichte (mit J H Garnier). J. Teuten, London 1835, OCLC 249428304.
- Traum des Scandinaviers : Aus dem Manuscripte: Furien, besonders abgedruckt. Verlag nicht angegeben, Strassburg 1839, OCLC 488465083.
- Poesie eines Scandinaven, 1843
- Republikanische Gedichte. Jacob Uhl, New York 1844, OCLC 605150956.
- Rede an die Nordfriesen auf dem Bredstedter Marktplatz, 1848.
- Das göttliche Recht : vorgetragen zu Hamburg in der Tonhalle am 25. October 1848. Weisbach, Hamburg 1849, OCLC 723369705.
- Historisches Fragment über die Entstehung der Arbeiter-Vereine und ihren Verfall in communistische Speculationen, 1852
- Rapport entre le magnétisme et la sphéréologie, 1856
- Dolores, Ein Charaktergemälde aus Süd-Amerika. Fricker, Basel 1859, OCLC 741261861.
- Die Dynastie : Trauerspiel in fünf Aufzügen. N. Trübner, London 1859, OCLC 741261861.